# Ноа Вільямс (стрибун у воду)
Ноа Вільямс (англ. Noah Williams; нар. 15 травня 2000) — британський стрибун у воду.
Учасник Олімпійських Ігор 2020 року.
Призер Чемпіонату Європи з водних видів спорту 2018 року.
Призер Ігор Співдружності 2018 року.